# Der Staatsanwalt hat das Wort: Gefährliche Freundschaft
Gefährliche Freundschaft ist ein deutscher, kriminologischer Fernsehfilm von Bodo Fürneisen aus dem Jahr 1982. Er erschien als 82. Folge der Reihe Der Staatsanwalt hat das Wort.

## Handlung

### Filmhandlung
Nach Jahren, in denen Renate mit ihrem Sohn Mario allein gelebt und ihn allein groß gezogen hat, ist mit Rainer ein neuer Mann in ihr Leben getreten. Es kommt zu Konflikten zwischen Mario und Rainer. Seine Mutter war für Mario bisher Mittelpunkt seines Lebens und umgekehrt verhielt es sich genauso. Mario findet sich mit der neuen Situation nicht zurecht.
Hinzu kommen Probleme einer ersten Liebe. Mario fühlt sich zu Anke hingezogen, die ihrerseits auch Ralf gegenüber nicht abgeneigt ist. Ralf ist der Sohn von Jutta, einer Arbeitskollegin von Renate. Auch sie hat nach einer Scheidung lange Zeit allein mit ihrem Sohn gelebt. Das Verhältnis zwischen Mutter Jutta und Sohn Ralf ist allerdings zerrüttet, Ralf ist aus dem Hause der Mutter bereits ausgezogen und wohnt in der Gartenlaube. Mario und Ralf kennen sich und Mario hat eigentlich keine gute Meinung von Ralf.
Zudem ist Ralf auf die schiefe Bahn geraten und hat sich als Kopf einer Dreier-Bande zu der auch Tommi Fischer und Harry Wolf gehören auf den Diebstahl von Moped-, Motorrad- und Auto-Zubehörteilen spezialisiert. Häufig werden die Fahrzeuge dabei auch beschädigt. Tommi allerdings will auf der Bande auszusteigen. Ralf zwingt ihn jedoch mit der Drohung, ihn „auffliegen“ zu lassen, weiter mitzumachen. Harry, der jüngste von allen, ist hingegen aufgrund seiner Jugendlichkeit noch derart unreif, dass er Ralf beinahe hörig ist.
Aus der emotionalen Krisensituation heraus sucht Mario Kontakt zu Ralf und seiner Bande. Ralf sieht die Chance, mittelfristig Tommi durch Mario zu ersetzen und stiftet ihn an, bei einem der nächsten Diebeszüge „Schmiere zu stehen“. Mario macht bereitwillig mit. Auch Tommi überblickt die Lage und warnt Mario, sich nicht auf Ralf einzulassen. Doch Mario beteiligt sich als „Eckensteher“ auch am nächsten Diebstahl.
Zwischenzeitlich ist Ralfs Mutter, die von dem ungesetzlichen Treiben ihres Sohnes mehr geahnt, als gewusst hat, an dem Punkt angekommen, an dem sie den einzigen Ausweg darin sieht, ihren Sohn bei der Polizei anzuzeigen. Diese nimmt Ralf, Tommi und Harry schließlich auf frischer Tat fest. Mario kann zunächst fliehen. Er trifft jedoch noch in der Nähe des Tatortes auf seine Mutter und ihren Freund. Mit beiden begibt er sich am nächsten Morgen zur Volkspolizei und legt ein umfangreiches Geständnis ab.

### Rechtliche Bewertung
Mario Reinhard hatte sich der Beihilfe zum Diebstahl persönlichen Eigentum schuldig gemacht. In seinem Falle machte der Staatsanwalt mit Blick auf die eingetretenen Folgen und geringe Schwere der Schuld von der – nach DDR-Strafrecht gegebenen – Möglichkeit Gebrauch, die Strafsache einem „gesellschaftlichen Gericht“, sprich der zuständigen Schiedskommission zu übergeben. Die Schiedskommission sprach Mario Reinhard eine Rüge aus und verpflichtete ihn außerdem, vor seiner Klasse zu seiner Straftat Stellung zu nehmen.
Alle übrigen Tatbeteiligten mussten sich wegen verbrecherischen Diebstahls vor Gericht verantworten: Insgesamt konnten ihnen 43 Diebstähle mit einer Gesamtbeute von über 12.000 Mark der DDR nachgewiesen werden. Hinzu kam der von ihnen bei der Demontage der Teile an den Fahrzeugen verursachte Sachschaden.
Ralf Warnke wurde wegen verbrecherischen Diebstahls zum Nachteil persönlichen Eigentums, vorsätzlicher Sachbeschädigung und Nötigung zu einer Freiheitsstrafe von drei Jahren und sechs Monaten verurteilt. Tommi Fischer wurde wegen verbrecherischen Diebstahls zum Nachteil persönlichen Eigentums und Sachbeschädigung zu einer Freiheitsstrafe von zwei Jahren und drei Monaten verurteilt. Harry Wolf wurde wegen verbrecherischen Diebstahls zum Nachteil persönlichen Eigentums und Sachbeschädigung zu einer Freiheitsstrafe von zwei Jahren verurteilt. Alle Angeklagten wurde zudem zum Ersatz des von ihnen verursachen Schadens verurteilt.

## Produktion
Gefährliche Freundschaft entstand 1982 beim Fernsehen der DDR im Bereich „Unterhaltende Dramatik – Hauptabteilung: Polizeiruf/Staatsanwalt“. Das Szenarium schrieb Bodo Fürneisen, Dramaturgin war Jutta Schütz, den Kommentar verfasste und sprach Peter Przybylski.